# Wanless (Manitoba)
Pour les articles homonymes, voir Wanless.
Wanless est un hameau du Manitoba au Canada. Il est situé à environ 39 km au nord de Le Pas dans la municipalité rurale de Kelsey.